# Pilade Bronzetti (cacciatorpediniere)
Il Pilade Bronzetti (poi ribattezzato Giuseppe Dezza) è stato un cacciatorpediniere (e successivamente una torpediniera) della Regia Marina. Prese il nome del patriota Pilade Bronzetti ed in seguito quello del generale, politico e patriota Giuseppe Dezza.

## Storia
La nave entrò in servizio il giorno di capodanno del 1916. Nel suo primo periodo di attività ebbe base a Brindisi e compiti di ricognizione nell'Adriatico meridionale e protezione dello sbarramento del canale d'Otranto, operando occasionalmente anche nelle acque della Grecia.
Il 6 febbraio 1916 il Bronzetti, al comando del capitano di corvetta Grixoni, stava rientrando dall'Albania a Brindisi insieme all'incrociatore britannico Liverpool e ad altre unità, quando fu avvistato il cacciatorpediniere austro-ungarico Wildfang, uscito in mare come avanguardia di una formazione (esploratore Helgoland e 6 torpediniere) incaricata di attaccare i mercantili in partenza da Durazzo. L'unità avversaria, dopo un breve scontro a fuoco, ripiegò in direzione della costa occupata dalle truppe austroungariche, così che l'azione giunse al termine.
Il 13 giugno 1916 il Bronzetti, al comando del capitano di corvetta Comolli, fornì scorta e supporto, insieme ai cacciatorpediniere Audace, Rosolino Pilo ed Antonio Mosto, ai MAS 5 e 7, che, a rimorchio delle torpediniere 35 PN e 37 PN, attaccarono infruttuosamente – causa la mancanza di naviglio all'ormeggio – il porto di San Giovanni di Medua, in mano austriaca, ripiegando sotto il fuoco d'artiglieria che comunque non provocò danni.
Il 19 ottobre 1917, alle 6.30, lasciò Brindisi insieme agli esploratori Pepe e Poerio ed ai cacciatorpediniere Insidioso e Schiaffino, ponendosi all'inseguimento di un gruppo di navi austroungariche (esploratore Helgoland, cacciatorpediniere Lika, Triglaw, Tatra, Csepel, Orjen e Balaton) che erano uscite da Cattaro per attaccare convogli italiani. Helgoland e Lika, non essendo stati trovati convogli, si portarono in vista di Brindisi per farsi inseguire dalle navi italiane ed attirarle nella zona d'agguato dei sommergibili U 32 ed U 40, ma dopo un lungo inseguimento che vide anche alcuni attacchi aerei alle unità nemiche, tutte le navi italiane tornarono in porto senza danni.
Il 10 marzo 1918 appoggiò – insieme agli esploratori Mirabello, Rossarol, Poerio e Riboty, al cacciatorpediniere Giacinto Carini ed alla squadriglia cacciatorpediniere francese «Casque» – un'azione dei MAS 99 e 100, trainati rispettivamente dai cacciatorpediniere Nievo e Mosto, contro il naviglio austriaco a Portorose: l'operazione, rimandata per via del maltempo, fu nuovamente interrotta il 16 marzo sempre per il tempo avverso e nuovamente l'8 aprile perché la ricognizione aerea aveva accertato che il porto di Portorose era vuoto.
Alle 18.10 del 12 maggio salpò da Brindisi per rimorchiare il MAS 99 che insieme al MAS 100, trainato dal cacciatorpediniere Nievo, avrebbe dovuto effettuare un'incursione nella rada di Durazzo. Alle 23, a una decina di miglia da Durazzo, furono lasciati i cavi di rimorchio, dopo di che i due mezzi penetrarono nella rada e passarono all'attacco: il MAS 99 riuscì a centrare – alle 2.30 di notte del 13 – il piroscafo Bregenz, che colò a picco dopo qualche minuto (con la morte di 234 uomini), scatenando la violenta reazione austroungarica: tutte le navi rientrarono comunque indenni a Brindisi.
Nella notte tra il 14 ed il 15 maggio Nievo e Bronzetti rimorchiarono ancora i MAS 99 e 100 fino a una quindicina di miglia da Antivari, dove – alle 23.54 – furono lasciati i cavi di rimorchio; i MAS, dopo un infruttuoso attacco, si ricongiunsero con la formazione (che oltre ai due cacciatorpediniere comprendeva gli esploratori Pepe e Rossarol con funzioni d'appoggio) che fece ritorno a Brindisi alle 9 della mattinata successiva.
Il 2 giugno 1918 il Bronzetti, il gemello Mosto e 4 aerei decollati da Varano bombardarono Lagosta.
Terminata la guerra l'unità dapprima fu impiegata per scorta, vigilanza sui traffici ed ispezione in varie zone del Mediterraneo; nel 1919 fu impiegata in Albania e Montenegro e prese poi base in Alto Adriatico, con compiti di vigilanza.
Nella notte tra il 6 ed il 7 dicembre 1920 l'equipaggio del Bronzetti, in navigazione nelle acque quarnerine, si ammutinò e, sorpresi e catturati gli ufficiali mentre erano intenti a fare colazione, condusse il cacciatorpediniere a Fiume per porsi agli ordini del poeta Gabriele D'Annunzio nell'ambito dell'impresa di Fiume: il poeta accolse i marinai del Bronzetti con un discorso solenne e li chiamò «giovani salvatori dell'onore della Marina italiana», mentre gli ufficiali, che avevano chiesto inutilmente di lasciare la nave libera di rientrare alla base, furono trattenuti a bordo. Nel gennaio 1921, conclusasi la vicenda fiumana, il Bronzetti rientrò a Pola dove fu radiato e poi reiscritto nei ruoli del naviglio della Regia Marina con un nuovo nome in memoria di Giuseppe Dezza, che fu politico e patriota garibaldino .
Dall'ottobre 1923 al 1925 il Giuseppe Dezza fu sottoposto nell'Arsenale di Taranto a lavori di modifica che videro la sostituzione dei cannoni da 76 mm con 5 da 102 e l'imbarco di 2 mitragliere da 40 mm; il dislocamento a pieno carico salì a 900 tonnellate.

La nave ribattezzata Giuseppe Dezza

Tornato in servizio, fu dislocato a Napoli, posto temporaneamente in riserva e quindi (aprile 1926) assegnato alla Divisione Siluranti, al comando del capitano di corvetta Emilio Brenta.
Nel corso del 1926 il Dezza fu impiegato per il trasferimento da Tripoli a Napoli del generale Emilio De Bono, ex governatore della Libia, mentre nel 1927 fu nave ammiraglia dipartimentale a Taranto.
Il 1º ottobre 1929 la nave fu declassata a torpediniera e destinata alla Scuola Comando di Taranto.
All'ingresso dell'Italia nella seconda guerra mondiale la Dezza faceva parte della V Squadriglia Torpediniere (La Farina, Abba, Albatros, Schiaffino) con base a Messina; al momento assolveva funzioni di rimorchio bersagli. Poco dopo la nave fu ridislocata a Cagliari.
Durante la guerra operò in missioni di scorta convogli (174 in tutto) e caccia antisommergibile (27).
Il 9 gennaio 1941 il Dezza tentò, senza risultato, di affondare il sommergibile britannico Pandora, che aveva affondato alcuni trasporti al largo di Capo Carbonara.
Dal 12 al 13 marzo funse da scorta indiretta, unitamente ai cacciatorpediniere Corazziere, Aviere e Carabiniere ed agli incrociatori Trento, Trieste e Bolzano, a un convoglio (trasporti truppe Conte Rosso, Marco Polo e Victoria, cacciatorpediniere Folgore, Camicia Nera e Geniere) in rotta Napoli-Tripoli.
Nel giugno 1941 l'unità tornò ad avere Messina come base, svolgendo missioni di scorta e pattugliamento nel Tirreno meridionale e lungo le coste siciliane, ma con puntate anche fino a Tripoli e Bengasi.
Il 19 agosto dello stesso anno fece parte, unitamente ai cacciatorpediniere Vivaldi, da Recco, Oriani e Gioberti, cui poi si aggiunse anche la X Squadriglia (Maestrale, Grecale, Libeccio, Scirocco), della scorta di un convoglio sulla rotta Napoli-Tripoli (trasporti truppe Marco Polo, Esperia, Neptunia ed Oceania); il 20 agosto, quando ormai i trasporti avevano imboccato la rotta di sicurezza per Tripoli (avendo anche evitato un attacco da parte del sommergibile HMS Unbeaten, cui il Gioberti diede infruttuosamente la caccia insieme a un altro cacciatorpediniere, il Da Noli) il sommergibile britannico Unique silurò l’Esperia, che s'inabissò nel punto 33°03' N e 13°03' E; la Dezza partecipò ai soccorsi (fu possibile trarre in salvo ben 1139 uomini, mentre le vittime furono 31).
Durante il 1942 la torpediniera ricevette una colorazione mimetica.
Il 16 dicembre 1942 l'unità rimorchiò il cacciatorpediniere Carabiniere, che aveva avuto la prua asportata da un siluro lanciato da un sommergibile.
Nel gennaio 1943 ottenne un elogio da parte del Capo di Stato Maggiore della Marina a seguito di una missione di scorta convogli. Nel corso dello stesso mese fornì inoltre assistenza al cacciatorpediniere Maestrale, gravemente danneggiato dall'urto contro una mina.

La nave con le insegne della Kriegsmarine

Successivamente all'invasione anglo-americana della Sicilia (luglio-agosto 1943) e dunque alla caduta di Messina in mano nemica, la Dezza fu ridislocata a Brindisi ed in seguito si trasferì a Fiume dove avrebbe dovuto essere sottoposta a lavori.
Alla proclamazione dell'armistizio la nave era ancora ai lavori a Fiume e, non potendo muovere, venne sabotata dall'equipaggio l'11 settembre 1943.
L'equipaggio della Dezza, insieme a quelli di altre navi e a un migliaio di soldati, s'imbarcò sulla motonave Leopardi che salpò da Fiume nel tentativo di raggiungere porti alleati, ma che fu poi intercettata ed obbligata a fare rotta su Venezia da due motosiluranti tedesche.
Catturata dai tedeschi, la torpediniera fu riparata ed il 9 giugno 1944, dopo lavori presso i CRDA di Trieste, entrò in servizio per conto della Kriegsmarine come TA 35, venendo inquadrata nella II Flottiglia Navi Scorta, di base a Fiume, ed adibita a compiti di scorta lungo le coste della Dalmazia.
Alle 4.58 del 17 agosto 1944 la TA 35, in navigazione nel canale di Fasana sulla rotta Pola-Rovigno, urtò una mina e s'inabissò rapidamente spezzata in due, nel punto 41°53' N e 13°47' E.
Perirono con la nave 71 uomini dell'equipaggio.
Il relitto della torpediniera giace spezzato in due su fondali fangosi di 35 metri. Il troncone prodiero, adagiato su un fianco, dista circa 200 metri da quelle poppiero, che si trova invece in assetto di navigazione.
Nel campo di prigionia di Przemysl in Polonia, dove furono internati migliaia di militari italiani dopo l'8 settembre, centinaia di sottotenenti di cavalleria della Scuola di Pinerolo, catturati prima del giuramento di fine corso, giurano clandestinamente fedeltà al re nelle mani del colonnello de Michelis, baciando un lembo della bandiera della torpediniera Dezza che l'ex comandante, internato anche lui, si nasconde addosso ( da Militari caduti nei Lager nazisti di prigionia e di sterminio, a cura del Ministero Difesa, Commissariato generale onoranze ai caduti, Roma, Difesa, 1975, pp. 79-80 e 93-94).